# Al-Hem
Al-Hem (pronunciat alcem), el forçut de Gorga és un personatge de la cultura popular valenciana, propi de les comarques del Comtat, i herencia del nostre passat morisc.
És un morisc llegendari que visqué grans aventures durant els seus més de cent anys. És de gran altura, cabells eriçats i mal pentinats, tan fort (amb braços com les soques d'un garrofer) que feia ell mateix d'airet; a més era capaç de tombar-te de tos d'una alenada.